# Perilampus meloui
Perilampus meloui är en stekelart som först beskrevs av Jean Risbec 1957.  Perilampus meloui ingår i släktet Perilampus och familjen gropglanssteklar. Inga underarter finns listade i Catalogue of Life.